# Angel Ortiz
Angel Ortiz (New York, 1967) è un pittore e writer statunitense, noto anche con il soprannome di Little Angel II (o LA II o LA2, "Piccolo Angelo II").
È un graffitaro dell'East Side di New York City. Amico di Keith Haring, ha lavorato con lui. Haring apprezzava la "calligrafia" particolare di Ortiz, e insieme a lui ha fatto anche enormi sculture ed installazioni. Il suo legame con Haring viene paragonato a quello di Jean-Michel Basquiat e Andy Warhol. 